# 卡泰丽娜·博塞蒂
卡泰丽娜·博塞蒂（義大利語：Caterina Bosetti，1994年2月2日—），意大利女子职业排球运动员。現時效力於土超豪門球隊瓦基弗银行女排俱乐部。
她是義大利國家女子排球隊隊員。曾代表意大利参加2012年和2020年夏季奥林匹克运动会排球比赛。她也曾随队获得2011年世界杯冠军。
博塞蒂在2014年世界女子排球錦標賽後便很少入選國家隊。直至2020年她在聯賽發揮出色，國家隊主教練再次選用她。